# Авгуй
Авгуй — ручей в России, протекает по территории Михайловского сельского поселения Олонецкого района и Свирьстройского городского поселения Лодейнопольского района Ленинградской области. Длина ручья — 13 км.

## Общие сведения
Ручей течёт преимущественно в юго-западном направлении по заболоченной местности.
Авгуй в общей сложности имеет четыре малых притока суммарной длиной 7,0 км.
Впадает на высоте 46,0 м над уровнем моря в реку Мандрогу, правый приток Свири.
Населённые пункты на ручье отсутствуют.
Код объекта в государственном водном реестре — 01040100712202000012681.